# Mateo Zapata
Mateo Emiliano Zapata Pérez (Temilpa Viejo, Tlaltizapán, Morelos; 21 de septiembre de 1917-Cuautla, Morelos; 10 de enero de 2007), conocido como Mateo Zapata, fue un activista mexicano, hijo de Emiliano Zapata y Ma. de Jesús Pérez.

## Biografía

### Primeros años
Nació el 21 de septiembre de 1917 en la Hacienda de Temilpa Viejo en Tlaltizapán, Morelos. Con tan solo dos años de edad perdió a su padre, Emiliano Zapata. Era el hijo menor de la familia. Fue ayudado por los gobiernos locales para estudiar en Cuernavaca, donde cursó la primaria y un año de secundaria. Luego, siendo Secretario de Gobernación Miguel Alemán, se le ofreció una beca para estudiar en Chapingo, pero tiempo después se le dijo que no sería posible y que tendría que estudiar en la escuela de agricultura de Ciudad Juárez. Debido a que tampoco le fue otorgada esta beca, regresó a Cuautla decepcionado y solicitó una parcela para trabajar su tierra.
La vida pública de don Mateo, la describe muy bien su amigo y periodista de Cuautla el Sr. Samuel Vidal Arroyo "Para mis ojos de reportero, la figura de Mateo Zapata Pérez, de bigote ancho, guayabera, pantalón de caminando por las calles de a paso largo, zapatos bostonianos Canadá y sombrero texano de fieltro, era la misma del bravo guerrillero azote de los hacendados explotadores, Emiliano Zapata Salazar quien escribiera a Gildardo Magaña: “ no quiero honores, no quiero oro, solo justicia para los campesinos”, pero ya pacificado, sin trabajo, orgulloso de su estirpe y sus ideales, viviendo en la ciudad de Cuautla donde lo trajeron sus abuelos Manuel Pérez, Petra Caballero y su madre María de Jesús en 1918, la valiente mujer que el 11 de abril de 1919 por la mañana, identificó el cuerpo inerte del General Zapata en los bajos del palacio municipal, siendo su primer domicilio en la vecindad de doña Calixta en la calle Ing. Ramírez bautizado el 8 de agosto de 1919 en el templo de Señor Santiago.
El mismo porte de su padre, la misma tez morena, quemada por el sol los mismos ojos ya serenos, la misma voz, el mismo carácter, pero ya sin rencores ni odios. Quizá por eso despedía siempre muy buen humor. Vigilante y exigente sin concesiones de que se cumpliera el Plan de Ayala, herencia del General Zapata para que se repartierán las tierras, se borraran las injusticias, la miseria, el hambre y no se persiguiera a los campesinos. A todos los presidentes de la república siempre les habló Mateo Zapata con la verdad, con José López Portillo, es con quien tuvo más confianza.
Cuando conocí personalmente a Mateo Zapata en 1968, me presentó a su hermano Nicolás, de carácter bronco quien le llevaba doce años de vida y respetaba tanto, que ni siquiera fumaba delante de él, me concedieron mi primera entrevista para mi semanario El Día, entonces tenía 51 años, afiancé mi amistad con los dos, y después en 1973, me daban exclusivas para el diario Actualidades, primer diario cuautlense que solo vivió tres años. Con la familiaridad con que me trataban, observé que Mateo Zapata era dueño de una sencillez, una sinceridad y un temple, que no poseía ningún cuautlense de su época. En octubre de 1975, informaron ambos hermanos, la fundación del Movimiento nacional Plan de Ayala, sus objetivos y las luchas que emprenderían, aclarándome que no se afiliarían a ningún partido político, consigna que mantuvieron firme todo el tiempo. 
Una dura prueba de la congruencia de las palabras y los hechos fue en vísperas del 20 de noviembre de 1975, aniversario de la Revolución Mexicana. Mateo Zapata acababa de tener álgidas entrevistas con el Secretario de Gobernación Mario Moya Palencia, quien se obstinaba en llevarse los restos mortales del General Emiliano Zapata Salazar monumento a la Revolución en la Ciudad de México , solo por un capricho del presidente Luis Echeverría Álvarez, habiéndose negado rotundamente, por primera vez, tanto Mateo como su hermano Nicolás, a pesar de las promesas de que en diez días, se resolverían los problemas agrarios y de los dos millones de pesos que les ofrecían a cada uno, promesa que no creyeron ni los viejos zapatistas y sus necesidades, quienes montaron guardias ante la tumba de Zapata en Cuautla, en la Plaza de la Revolución del Sur, muchos días y noches, con sus viejas escopetas, pistolas al cinto y machetes.
Diego y Ana María zapata sospechosamente no se oponían, por haber recibido tan jugosa oferta en efectivo que les dio el enviado de Moya Palencia, Jesús Arias Rosas, (él mismo me lo contó recientemente). Mateo Zapata, me mostró su carácter insobornable y desinteresado, cuando anunciaba el 8 de enero de 1979, el Congreso Zapatista los días 6,7 y 8 de agosto, asegurando que “no buscaba puestos políticos.” Esas palabras eran para no creerse, hasta que lo comprobé cuando asombró al presidente Carlos Salinas de Gortari rechazando cortésmente, la oferta de una embajada en Europa o la Secretaría de la Reforme Agraria, al término de larga audiencia. Luego le dijo Salinas: “ bueno ya que no aceptas nada, llevate esta águila de bronce”, la tomó y se regresó a Cuautla. Es el águila juarista de los billetes de 20 pesos que Felipe Calderón ordenó desaparecer en el año 2007.
Mi asombro creció, cuando el 10 de abril del mismo año en Chinameca frente al presidente José López Portillo y el Secretario de la Reforma agraria Antonio Toledo Corro, a quienes les robó cámara Mateo Zapata por culpa de los reporteros que lo rodeaban como avispas para aguijonearlo de preguntas, les aseguró “ que estaba dispuesto a tomar las armas para acabar con la actual explotación, el hambre y la persecución de sus compañeros campesinos, si los pueblos se lo pedían “
Calmó la lluvia de preguntas de los reporteros nacionales, agregando inteligentemente “ que en ese momento, las mejores armas para la solución de los problemas estaban en la aplicación justa de la Constitución y las leyes de la Reforma Agraria”, su convicción era legítima hasta que los políticos mentirosos y simuladores, lo decepcionaron, platicándome en alguna ocasión, que el presidente Miguel Alemán Valdez, se comprometió a becarlo cuando era joven en la escuela de agricultura de Chapingo o Ciudad Juárez. Las declaraciones tan audaces de Mateo Zapata propiciaron desde entonces que junto con el Obispo de Cuernavaca Don Sergio Méndez Arceo fueran los morelenses más vigilados por el ejército y cuantas orejas había.
Antes del Congreso Zapatista de agosto, Mateo Zapata tuvo pláticas con el presidente José López Portillo, a quien le expuso toda la problemática del campo de Guerrero, Chiapas, Tamaulipas, Oaxaca, Estado de México, Morelos, Chihuahua, Durango y otras entidades del país, pues estaba inquieto
Porque un subsecretario de gobernación de apellidos González Guevara, había vuelto a mencionar el traslado de los restos de Emiliano Zapata a México, y le había llegado al presidente, la información de las protestas el rotundo No por segunda vez, de Mateo y Nicolás Zapata.

### Intentos de exhumación de los restos mortales de Emiliano Zapata
El miércoles primero de agosto de 1979, el gobernador encubridor de narcotraficantes Armando León Bejarano aseguraba que José López Portillo había ordenado que el cuerpo del caudillo del sur serían llevados al monumento a la revolución y que por los pueblos que recorrería hacía México harían un enorme guardia de honor, “ya que la familia Zapata estaba de acuerdo” lo que resultó una patraña Bejaranista dicha en desquite porque el presidente López Portillo le echó encima al ejército desalojando a los invasores de las lomas de las Tetillas y Barriga de Plata a sus legítimos poseedores, los ejidatarios de Yautepec y le ordenó a Bejarano dejara de perseguir a Mateo Zapata para encarcelarlo.
Después del congreso Zapatista en Cuautla que se inició con toda puntualidad el 6, Armando Bejarano inició una campaña infamante contra Mateo Zapata con el argumento mentiroso, de que se levantaría en armas. Hasta se dejó decir en el ambiente político que Fidel Castro Ruz presidente de Cuba, le había ofrecido armas durante el congreso. Mateo Zapata el 12 de agosto volvía a repetir en la prensa:”No utilizaré armas que no sean las leyes, siempre he pedido a las autoridades que los problemas agrarios se resuelvan con la constitución en la mano”.
Esta fue una etapa muy azarosa de la vida pública de Mateo Zapata, donde muestra ser digno hijo del caudillo suriano Emiliano Zapata. Un día en nuestros diálogos continuos, me confió que todo lo que poseía era su casa, en la esquina de las avenidas Cuernavaca y Puente de Ixtla en la colonia Morelos y una parcela de tres hectáreas en los campos del Jicamal al poniente del ejido de Cuautla, que cultivaba la agraciada señora Eloiza Espinoza y sus hijos.

### Años posteriores y muerte
Con López Portillo, Mateo Zapata consiguió para todos los veteranos zapatistas el reconocimiento de soldados del ejército, con sueldo mensual correspondiente a sus grados, así como a sus viudas, con lo que se les mejoró su raquítica vida hasta el momento, ya que después de la Revolución ningún presidente les concedió reconocimiento alguno. También el gobernador Lauro ortega Martínez, nombró a Mateo Zapata presidente de los veteranos de la Revolución Zapatista dándoles un sueldo mensual a los viejos soldados y sus mujeres, institución que actualmente existe hasta que muera la última viuda. Porque ya fallecieron todos los compañeros del general Zapata que Mateo protegió. 
El general Emiliano Zapata Salazar y Mateo Zapata Pérez, son como una lluvia refrescante de honestidad heroica, para mitigar el calor sofocante que despide la muy gorda corrupción imperante hoy. Sin tener doctorados en Harward, chicago, Massachusetts o Berkeley, ellos sabían que el origen de la vida esta en lo que produce la tierra, que es la madre generosa que nos devuelve por cada semilla que se siembra, mil granos. Que la tierra es la patria. Que la producción del campo los perversos la convirtieron en mercancía, para oprimir pueblos enteros.
Quizá, la próxima revolución sea una Revolución Alimentaria.
Fundó el Instituto Pro Veteranos de la Revolución del Sur, en el que se dedicó a rescatar la memoria histórica de la revolución mexicana y, sobre todo, a fortalecer organizativamente y dar asistencia a las viudas de los militantes y soldados zapatistas del Ejército Libertador del Sur.
Mateo Zapata se alejó de la política partidista, ya que según sus palabras: El sistema político mató a mi padre, ¿por qué voy a estar con ellos?. Tampoco participó en ninguna de las actividades oficiales en homenaje a la revolución mexicana. 
Falleció el 10 de enero de 2007 en Cuautla a consecuencia del deterioro de su estado físico a la edad de 89 años.